# Premios Robert
Los Premios Robert (Robert Prisen en danés) son los premios de la industria del cine y la televisión que anualmente otorgan los miembros de la Academia de Cine de Dinamarca para promover tanto el cine como la televisión. Son los equivalentes a los Óscar estadounidenses y los BAFTA británicos.
Se entregan en varias categorías, siendo las más destacadas a los mejores programas, presentadores, actores, y producciones del año.   
El premio lleva el nombre del escultor y pintor danés Robert Jacobsen.
La estatuilla de premio pesa 940 gramos.

## Historia
En 1984 la Academia de Cine de Dinamarca concedió los primeros premios Robert a los mejores logros del año anterior. En esa primera gala los premios fueron para Skønheden og udyret (La Bella y la Bestia) de Nils Malmros como mejor película danesa, y La decisión de Sophie como mejor película extranjera.
En el 2012 se creó la categoría para televisión.

## Categorías premiadas
Se entregan un total de 32 premios:

### Premios cinematográficos
Películas
- Largometraje danés del año
- Largometraje en habla inglesa del año
- Largometraje en habla no inglesa del año
- Película infantil y juvenil del año
- Cortometraje del año: Ficción/Animación
- Cortometraje del año: Documental
- Documental del año

| Equipo de rodaje | |
| - Director del año - Guion original del año - Guion adaptado del año - Actor del año - Actriz del año - Director del año - Actor de reparto del año - Actriz de reparto del año | - Mejor fotógrafo del año - Mejor diseño de vestuario - Mejor maquillaje del año - Mejor peluquería del año - Mejor banda sonora del año - Mejor canción original del año - Mejor de sonido del año - Mejores efectos visuales del año |

### Premios televisivos
- Serie de televisión del año
- Serie corta de televisión del año
- Actor de serie de televisión del año
- Actriz de serie de televisión del año
- Actor de reparto de serie de televisión del año
- Actriz de reparto de serie de televisión del año